# Свонсі (Массачусетс)
Свонсі (англ. Swansea) — місто (англ. town) в США, в окрузі Бристоль штату Массачусетс. Населення — 17 144 особи (2020).

## Демографія
Згідно з переписом 2010 року, у місті мешкало 15 865 осіб у 6079 домогосподарствах у складі 4496 родин. Було 6343 помешкання
Расовий склад населення:
| - 97,3 % — білих - 0,7 % — азіатів - 0,6 % — чорних або афроамериканців - 0,1 % — корінних американців |

До двох чи більше рас належало 1,1 %. Частка іспаномовних становила 1,1 % від усіх жителів.
За віковим діапазоном населення розподілялося таким чином: 19,8 % — особи молодші 18 років, 63,2 % — особи у віці 18—64 років, 17,0 % — особи у віці 65 років та старші. Медіана віку мешканця становила 44,3 року. На 100 осіб жіночої статі у місті припадало 96,0 чоловіків;  на 100 жінок у віці від 18 років та старших — 93,6 чоловіків також старших 18 років.
Середній дохід на одне домашнє господарство  становив 90 104 долари США (медіана — 81 125), а середній дохід на одну сім'ю — 102 107 доларів (медіана — 93 082). Медіана доходів становила 58 044 долари для чоловіків та 48 283 долари для жінок. За межею бідності перебувало 5,5 % осіб, у тому числі 7,8 % дітей у віці до 18 років та 7,0 % осіб у віці 65 років та старших.
Цивільне працевлаштоване населення становило 8992 особи. Основні галузі зайнятості: освіта, охорона здоров'я та соціальна допомога — 30,7 %, роздрібна торгівля — 13,9 %, виробництво — 9,3 %, науковці, спеціалісти, менеджери — 9,0 %.